# Унгарска социалистическа партия
Унгарската социалистическа партия (на унгарски: Magyar Szocialista Párt), позната още като MSZP е социалдемократическа партия в Унгария. Тя е основана на 7 октомври 1989 г. като посткомунистическа еволюция и е една от двете правоприемници на Унгарската социалистическа работническа партия (УСРП). Заедно с консервативния си съперник Фидес, MSZP е една от двете доминиращи партии в унгарската политика до 2010 г. Партията губи голяма част от популярната си подкрепа в резултат на речта на Ференц Дюрчан, последвалите протести от 2006 г., а след това и финансовата криза от 2008 г. След изборите през 2010 г. MSZP се превръща в най-голямата опозиционна партия в парламента. Позиция, която заема до 2018 г., когато е настигната от крайнодясното Движение за по-добра Унгария.

## Резултати от парламентарни избори
| година | процент гласове | спечелени мандати | получени гласове | статус                 |
| ------ | --------------- | ----------------- | ---------------- | ---------------------- |
| 1990   | 8,55 %          | 33                | 419 152          | парламентарна опозиция |
| 1994   | 54,10 %         | 209               | 2 921 039        | управляваща партия     |
| 1998   | 34,70 %         | 134               | 1 497 231        | парламентарна опозиция |
| 2002   | 46,11 %         | 178               | 2 361 997        | управляваща партия     |
| 2006   | 49,22 %         | 190               | 2 336 705        | управляваща партия     |
| 2010   | 19,31 %         | 59                | 990 095          | парламентарна опозиция |

| година | процент гласове | спечелени мандати | получени гласове |
| ------ | --------------- | ----------------- | ---------------- |
| 2004   | 34,30 %         | 9                 | 1 054 921        |
| 2009   | 17,37 %         | 4                 | 503 140          |